# Église Saint-Augustin d'Utrecht

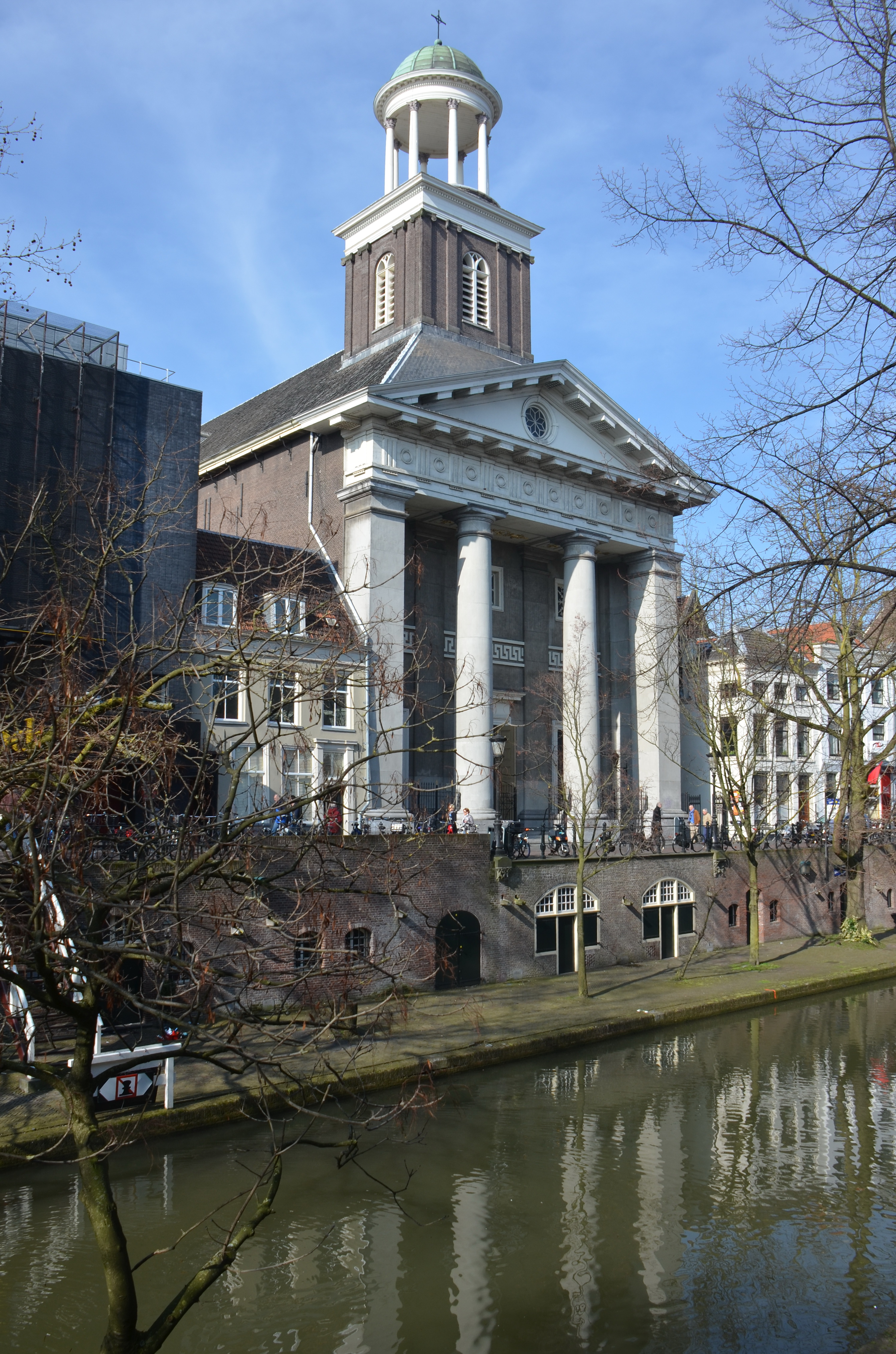
Façade de l'église Saint-Augustin donnant directement sur le canal.

L'église Saint-Augustin (Sint-Augustinuskerk) est une église catholique de la ville d'Utrecht aux Pays-Bas. Dédiée à saint Augustin, elle dépend de l'archidiocèse d'Utrecht. L'église est aujourd'hui une des églises-relais du regroupement de paroisses du Saint-Sauveur d'Utrecht. 

## Architecture
L'église Saint-Augustin est une église de style néo-classique, œuvre de Karel Georg Zocher (1796-1863), construite en 1839-1840 comme la première église catholique d'Utrecht après le retour de la liberté religieuse en 1795 pour les catholiques. Son vocable rappelle le couvent Saint-Augustin qui se trouvait autrefois à la Jeruzalemstraat. 
L'église se distingue par sa façade à portique tétrastyle à colonnes doriques massives inspirée des temples grecs et son clocher d'une hauteur de 40 mètres. Le clocher possède quatre cloches. C'est une église sans transept en forme de halle avec un arc massif séparant la nef du chœur. Le maître-autel est l'œuvre de Prosper Venneman de Gand et date de 1857. L'orgue de 1844 provient de la maison H.D. Lindsen d'Utrecht. 
Le Père Sebastianus van Nuenen o.e.s.a (1898-1966), fondateur en 1934 de la congrégation des Sœurs augustines de Sainte-Monique, a été curé de cette église.

## Avenir
Il est question depuis mai 2018 que cette église de taille relativement modeste remplace l'actuelle cathédrale Sainte-Catherine d'Utrecht vouée à être désacralisée car devenue trop grande au vu de la chute catastrophique de la pratique catholique dans l'archidiocèse d'Utrecht depuis plusieurs décennies. Toutefois aucune date n'a encore été précisée.

## Notes et références

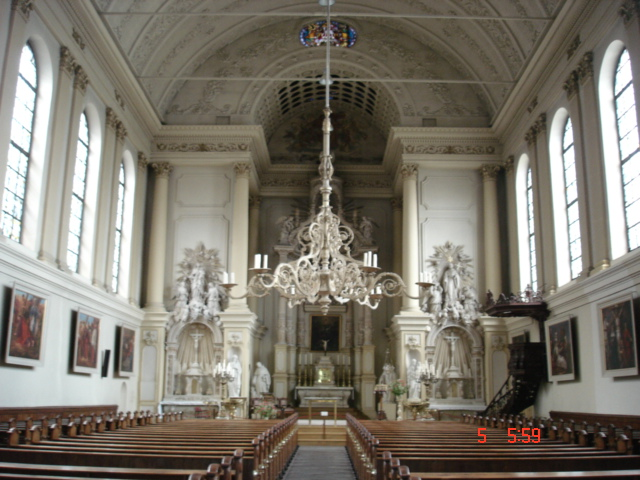
Intérieur de l'église.